# Ivan Milaković
Ivan Milaković (Split, 13. kolovoza 1980.), hrvatski vaterpolski branič ponikao u splitskom "Jadranu". Igrač je zagrebačke Mladosti za koju je debitirao 2001. godine i s njom osvojio 4 naslova (2 prvenstva i 2 kupa Hrvatske). Od 2006. do 2009. igrao je za talijanski Club Nuoto Catania, pa se u kolovozu 2009. vratio u Mladost.  U Jadranskoj ligi 2011./12. postigao je 15 pogodaka, a 2012./13. 21. U Euroligi 2011./12. postigao je 1 pogodak. U hrvatskom prvenstvu 2011./12. bio je strijelac 4 pogotka, a 2012./13. 7. U hrvatskom kupu 2012./13. postigao je 3 pogotka. 
U sastavu reprezentacije na velikom natjecanju prvi je put bio na Mediteranskim igrama u Mersinu 2013. gdje je sa svim pobjedama osvojeno zlato. Igrao je za reprezentaciju i na SP-u 2013 u Barceloni gdje je osvojeno brončano odličje te na svjetskom kupu 2014 u Almatiju(Kazahstan) gdje je također osvojeno brončano odličje.